# Гакапеліти

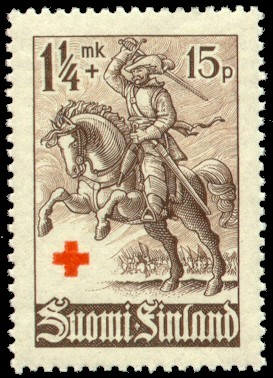
Гакапеліта на фінській поштовій марці з часів війни (1940)

Гакапеліти (фін. hakkapeliitat, одн. hakkapeliitta) — фінська легка кіннота, сформована за правління Густава II Адольфа, що брала участь у шведських війнах у Європі XVII століття.

## Походження та розвиток
Назва походить від бойового вигуку Hakkaa päälle! («Розрубай їх!»), яким гакапеліти прославилися в боях. Вони класифікувалися як легша кіннота з організацією, що була взірцем шведської кавалерії (роти й полки). Початково складалися з чотирьох компаній, сформованих у 1618 році, які поступово розширилися до 24 у 1628 році. Згодом, 1636 року, їх поділили на три територіально набрані полки, що залишалися у складі шведської армії до відокремлення Фінляндії у 1809 році. Комплектували їх у провінціях Нюланд (Уусімаа) і Тавастегус (Гямеенлінна), Обо (Турку) і Бйорнеборг (Порі), а також Виборг (Виборг) і Нюслотт (Савонлінна).

## Особливості
У ході воєнних дій за гакапелітами закріпилася недобра слава через жорстокість, виявлену як до ворожих солдатів (вони не щадили полонених), так і до мирного населення. Цю жорстокість пов'язували з некерованим характером фінів, а також із використанням східних методів ведення бою, запозичених на кордоні з Росією. Додатковий жах викликала і та обставина, що вони розмовляли мовою, яка не була схожа на жодну з відомих.
Вони відзначалися надзвичайною спритністю й мобільністю, що робило їх схожими на польську татарську кінноту. Вони часто були озброєні запозиченими в польської кавалерії шаблями та наджаками. Подібно до звичайних рейтарів і драгунів, вони не використовували захисного обладунку; краще екіпіровані бійці іноді носили польські шоломи типу шишак. Загалом скромний одяг і зовнішній вигляд офіцерів майже не відрізнявся від вигляду їхніх солдатів. Вони використовували холоднокровних, невеликих, але витривалих і швидких фінських коней. Атакували швидкою риссю або галопом, спочатку стріляючи з пістолетів на близькій відстані, а потім переходячи до бою на холодну зброю.

## Участь у боях

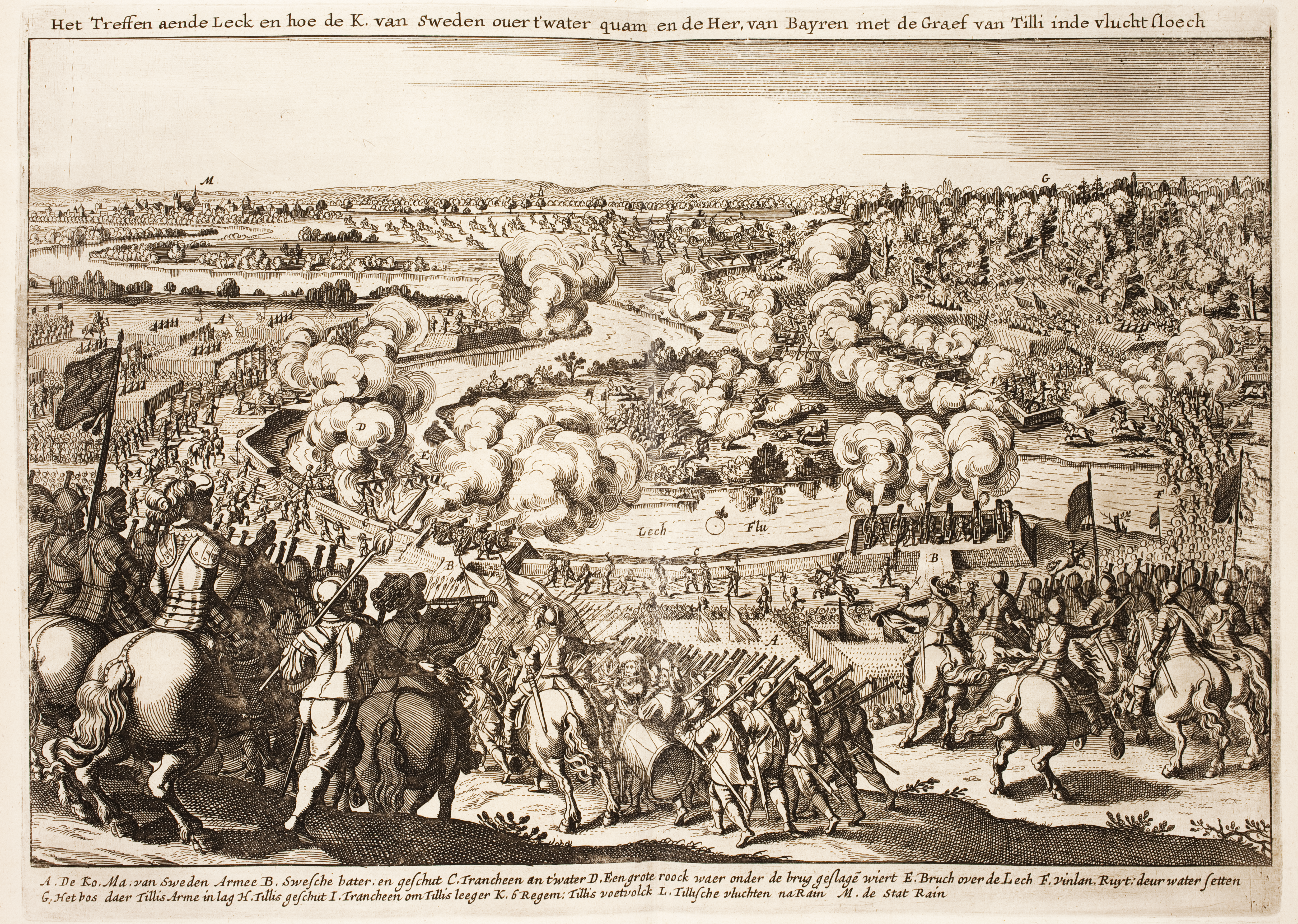
Битва на річці Лех із переправою гакапелітів (праворуч)

Гакапеліти брали участь у численних шведських війнах того періоду (обох шведсько-польських війнах 1620-х років, Тридцятирічній війні, Другій Північній війні). Спочатку як військова формація підпорядковувалися фельдмаршалу Я. Делагарді, згодом — Г. Горну; також діяли під командуванням А. Віттенберга. У мирний час на батьківщині перебували під командуванням власного «полковника фінської кінноти». Найвідомішим серед них був Торстен Столхандске, який прославився як командир їхнього загону (12 рот) у Німеччині під час Тридцятирічної війни.
Вони брали участь у всіх великих битвах цієї війни: від Брайтенфельда і Лютцена до Янкова та Ланса, і своїми відчайдушними атаками часто визначали їхній остаточний результат. У битві на річці Лех у Баварії їхня смілива переправа понтонним мостом і створення плацдарму на протилежному березі стали вирішальними для несподіваної перемоги шведських військ. Під Лютценом вони першими атакували ворога, ведучи розвідку в шведському авангарді, а потім фланговою атакою відтіснили противника до оборони, забезпечивши успіх усього правого крила. У битві під Віттштоком вони здійснили сміливий обхідний маневр у тил імператорських військ, що спричинило паніку серед ворога. Також вони ефективно діяли під час битви під Брайтенфельдом 1631 року як «найкраща розвідувальна кавалерія» Густава Адольфа. А результат другої битви (1642 року) вирішила їхня стрімка атака, яка розгромила кінноту лівого крила імператорських військ, а згодом зламала й праве крило, що дозволило здійснити глибокий маневр у тил ворога.

## Військова спадщина

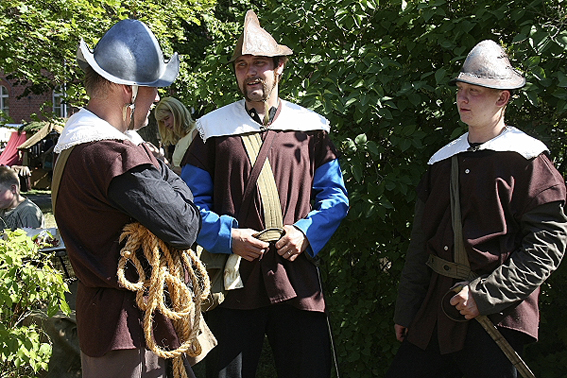
Гакапеліти, відтворені реконструкторською групою в Таммелі (2006)

Гакапеліти стали взірцем хоробрості для фінів під час запеклих боїв із росіянами в період Другої світової війни, а у військовій традиції сучасної Фінляндії вони набули статусу легендарних постатей. Пам’ять про них і досі жива та знаходить відображення навіть у спортивній сфері у вигляді своєрідних вигуків підтримки (вигуком hakkaa päälle). Одночасно зростаючий інтерес до них і гордість за їхні досягнення позитивно вплинули на ставлення фінів до шведів і до пам’яті про Густава Адольфа, що вперше проявилося під час ювілейних святкувань у 1932 році. У свідомості сучасних фінів ці кавалерійські підрозділи, увічнені пам’ятником, уособлюють фінську мужність і відвагу. Їхню діяльність із задоволенням відтворюють місцеві військово-історичні реконструкторські гуртки.

## Зауваги
1. ↑  Не слід плутати їх із важкою кіннотою (кірасирами), також набраною у Фінляндії, якою командував Оке Тотт (L.E. Wolke i inni: Wojna trzydziestoletnia, цит. вид., с. 239nn).
2. ↑  Видається, що самі шведи почали використовувати термін «гакапеліти» з пропагандистською метою; шведські та англійські офіцери на службі у Швеції першими застосували його в письмовій формі (L.E. Wolke i inni: Wojna trzydziestoletnia, цит. вид., с. 357).
3. ↑  На це звернув увагу Шарль Ож'є у своєму Щоденнику подорожі до Польщі 1635—1636 років: «Шведи мають фінів, подібно до того, як поляки — татар» (R. Brzeziński, R. Hook: The Army of Gustavus Adolphus, цит. вид., с. 39).
4. ↑  Описуючи їхній переважно убогий вигляд, Шарль Ож'є все ж зазначав, що в 1635 році вони вже часто мали плащі — на відміну від добре оснащених німецьких найманців (R. Brzeziński, R. Hook: The Army of Gustavus Adolphus, цит. вид., с. 14).
5. ↑  Прізвище, ймовірно, штучно створене від прізвиська або епітета (буквально «Сталева Рукавиця»); у 1634 році підвищений до звання генерал-майора, очолив усю фінську та шведську кавалерію в Німеччині (R. Brzeziński, R. Hook: The Army of Gustavus Adolphus, цит. вид., с. 6).